# Gran Premio di superbike di Misano Adriatico 2008
Il Gran Premio di superbike di Misano Adriatico 2008 è l'ottava prova del mondiale superbike 2008, nello stesso fine settimana si corre il settimo gran premio stagionale del mondiale supersport 2008 ed il quinto gran premio stagionale della Superstock 1000 FIM Cup 2008.

## Superbike
Le classifiche del Campionato mondiale Superbike sono le seguenti

### Superpole[1]
I primi sedici piloti partecipano alla superpole i restanti si qualificano con il miglior tempo ottenuto nelle due sessioni di qualifica.
| Pos. | Nº  | Naz.                   | Pilota             | Squadra                        | Motocicletta      | Sess. 1  | Sess. 2  | Giri | Superpole | Tempo    | Gap   | Avg     |
| ---- | --- | ---------------------- | ------------------ | ------------------------------ | ----------------- | -------- | -------- | ---- | --------- | -------- | ----- | ------- |
| 1º   | 11  | Australia (bandiera)   | Troy Corser        | Yamaha Motor Italia WSB        | Yamaha YZF-R1     | 1'37.224 | 1'36.412 | 40   | 1'35.993  | 1'35.993 |       | 158,487 |
| 2º   | 21  | Australia (bandiera)   | Troy Bayliss       | Ducati Xerox                   | Ducati 1098 F08   | 1'36.863 | 1'36.435 | 47   | 1'36.106  | 1'36.106 | 0.113 | 158,300 |
| 3º   | 111 | Spagna (bandiera)      | Rubén Xaus         | Sterilgarda Go Eleven          | Ducati 1098 RS 08 | 1'37.710 | 1'37.304 | 42   | 1'36.189  | 1'36.189 | 0.196 | 158,164 |
| 4º   | 84  | Italia (bandiera)      | Michel Fabrizio    | Ducati Xerox                   | Ducati 1098 F08   | 1'38.076 | 1'36.938 | 48   | 1'36.403  | 1'36.403 | 0.410 | 157,813 |
| 5º   | 3   | Italia (bandiera)      | Max Biaggi         | Sterilgarda Go Eleven          | Ducati 1098 RS 08 | 1'37.477 | 1'37.234 | 54   | 1'36.506  | 1'36.506 | 0.513 | 157,644 |
| 6º   | 57  | Italia (bandiera)      | Lorenzo Lanzi      | R.G. Team                      | Ducati 1098 RS 08 | 1'37.618 | 1'37.373 | 41   | 1'36.609  | 1'36.609 | 0.616 | 157,476 |
| 7º   | 96  | Rep. Ceca (bandiera)   | Jakub Smrž         | Guandalini Racing by Grifo's   | Ducati 1098 RS 08 | 1'37.139 | 1'36.820 | 49   | 1'36.652  | 1'36.652 | 0.659 | 157,406 |
| 8º   | 55  | Francia (bandiera)     | Régis Laconi       | Kawasaki PSG-1 Corse           | Kawasaki ZX-10R   | 1'37.574 | 1'36.871 | 42   | 1'36.691  | 1'36.691 | 0.698 | 157,342 |
| 9º   | 10  | Spagna (bandiera)      | Fonsi Nieto        | Suzuki Alstare                 | Suzuki GSX-R 1000 | 1'37.759 | 1'37.187 | 48   | 1'36.746  | 1'36.746 | 0.753 | 157,253 |
| 10º  | 76  | Germania (bandiera)    | Max Neukirchner    | Alstare Suzuki                 | Suzuki GSX-R 1000 | 1'37.751 | 1'37.166 | 46   | 1'36.856  | 1'36.856 | 0.863 | 157,074 |
| 11º  | 7   | Spagna (bandiera)      | Carlos Checa       | Hannspree Ten Kate Honda       | Honda CBR1000RR   | 1'38.189 | 1'37.054 | 52   | 1'37.143  | 1'37.143 | 1.150 | 156,610 |
| 12º  | 100 | Giappone (bandiera)    | Makoto Tamada      | Kawasaki PSG-1 Corse           | Kawasaki ZX-10R   | 1'37.819 | 1'37.390 | 45   | 1'37.183  | 1'37.183 | 1.190 | 156,546 |
| 13º  | 34  | Giappone (bandiera)    | Yukio Kagayama     | Suzuki Alstare                 | Suzuki GSX-R 1000 | 1'38.636 | 1'37.409 | 53   | 1'37.243  | 1'37.243 | 1.250 | 156,449 |
| 14º  | 41  | Giappone (bandiera)    | Noriyuki Haga      | Yamaha Motor Italia WSB        | Yamaha YZF-R1     | 1'37.542 | 1'38.359 | 40   | 1'37.395  | 1'37.395 | 1.402 | 156,205 |
| 15º  | 31  | Australia (bandiera)   | Karl Muggeridge    | D.F. Racing                    | Honda CBR1000RR   | 1'37.752 | 1'37.739 | 45   | 1'37.950  | 1'37.950 | 1.957 | 155,320 |
| 16º  | 86  | Italia (bandiera)      | Ayrton Badovini    | Team Pedercini                 | Kawasaki ZX-10R   | 1'37.871 | 1'37.562 | 48   | 1'37.962  | 1'37.962 | 1.969 | 155,301 |
| 17º  | 44  | Italia (bandiera)      | Roberto Rolfo      | Hannspree Honda Althea         | Honda CBR1000RR   | 1'38.206 | 1'37.830 | 46   |           | 1'37.830 |       | 155,511 |
| 18º  | 94  | Spagna (bandiera)      | David Checa        | Yamaha France Ipone GMT 94     | Yamaha YZF-R1     | 1'38.843 | 1'37.874 | 47   |           | 1'37.874 |       | 155,441 |
| 19º  | 36  | Spagna (bandiera)      | Gregorio Lavilla   | Ventaxia VK Honda              | Honda CBR1000RR   | 1'38.202 | 1'37.891 | 51   |           | 1'37.891 |       | 155,414 |
| 20º  | 38  | Giappone (bandiera)    | Shin'ichi Nakatomi | YZF Yamaha                     | Yamaha YZF-R1     | 1'38.652 | 1'38.133 | 50   |           | 1'38.133 |       | 155,030 |
| 21º  | 194 | Francia (bandiera)     | Sébastien Gimbert  | Yamaha France Ipone GMT 94     | Yamaha YZF-R1     | 1'38.774 | 1'38.213 | 47   |           | 1'38.213 |       | 154,904 |
| 22º  | 23  | Giappone (bandiera)    | Ryūichi Kiyonari   | Hannspree Ten Kate Honda       | Honda CBR1000RR   | 1'38.392 | 1'38.288 | 52   |           | 1'38.288 |       | 154,786 |
| 23º  | 88  | Giappone (bandiera)    | Shūhei Aoyama      | Alto Evolution Honda Superbike | Honda CBR1000RR   | 1'38.493 | 1'38.323 | 49   |           | 1'38.323 |       | 154,731 |
| 24º  | 54  | Turchia (bandiera)     | Kenan Sofuoğlu     | Hannspree Ten Kate Honda Jr.   | Honda CBR1000RR   | 1'38.895 | 1'38.394 | 50   |           | 1'38.394 |       | 154,619 |
| 25º  | 13  | Italia (bandiera)      | Vittorio Iannuzzo  | Team Pedercini                 | Kawasaki ZX-10R   | 1'39.768 | 1'38.873 | 43   |           | 1'38.873 |       | 153,870 |
| 26º  | 64  | Italia (bandiera)      | Norino Brignola    | Grillini PBR                   | Yamaha YZF-R1     | 1'40.311 |          | 19   |           | 1'40.311 |       | 151,664 |
| 27º  | 43  | Stati Uniti (bandiera) | Jason Pridmore     | Alto Evolution Honda Superbike | Honda CBR1000RR   | 1'40.395 | 1'40.947 | 29   |           | 1'40.395 |       | 151,537 |

### Gara 1[2]

#### Arrivati al traguardo
| Pos. | Nº  | Naz.                 | Pilota             | Squadra                        | Motocicletta      | Giri | Tempo     | Giro veloce | Velocità | Punti |
| ---- | --- | -------------------- | ------------------ | ------------------------------ | ----------------- | ---- | --------- | ----------- | -------- | ----- |
| 1º   | 76  | Germania (bandiera)  | Max Neukirchner    | Alstare Suzuki                 | Suzuki GSX-R 1000 | 24   | 39'27.918 | 1'38.082    | 245,1    | 25    |
| 2º   | 11  | Australia (bandiera) | Troy Corser        | Yamaha Motor Italia WSB        | Yamaha YZF-R1     | 24   | +0.542    | 1'38.055    | 249,0    | 20    |
| 3º   | 21  | Australia (bandiera) | Troy Bayliss       | Ducati Xerox                   | Ducati 1098 F08   | 24   | +2.249    | 1'38.057    | 245,1    | 16    |
| 4º   | 111 | Spagna (bandiera)    | Rubén Xaus         | Sterilgarda Go Eleven          | Ducati 1098 RS 08 | 24   | +3.028    | 1'38.190    | 242,9    | 13    |
| 5º   | 7   | Spagna (bandiera)    | Carlos Checa       | Hannspree Ten Kate Honda       | Honda CBR1000RR   | 24   | +5.408    | 1'38.233    | 250,2    | 11    |
| 6º   | 57  | Italia (bandiera)    | Lorenzo Lanzi      | R.G. Team                      | Ducati 1098 RS 08 | 24   | +5.518    | 1'38.293    | 244,0    | 10    |
| 7º   | 96  | Rep. Ceca (bandiera) | Jakub Smrž         | Guandalini Racing by Grifo's   | Ducati 1098 RS 08 | 24   | +6.202    | 1'37.694    | 244,5    | 9     |
| 8º   | 36  | Spagna (bandiera)    | Gregorio Lavilla   | Ventaxia VK Honda              | Honda CBR1000RR   | 24   | +18.279   | 1'38.507    | 242,3    | 8     |
| 9º   | 38  | Giappone (bandiera)  | Shin'ichi Nakatomi | YZF Yamaha                     | Yamaha YZF-R1     | 24   | +19.072   | 1'38.581    | 244,5    | 7     |
| 10º  | 41  | Giappone (bandiera)  | Noriyuki Haga      | Yamaha Motor Italia WSB        | Yamaha YZF-R1     | 24   | +19.132   | 1'38.098    | 241,2    | 6     |
| 11º  | 34  | Giappone (bandiera)  | Yukio Kagayama     | Suzuki Alstare                 | Suzuki GSX-R 1000 | 24   | +28.098   | 1'38.631    | 239,6    | 5     |
| 12º  | 10  | Spagna (bandiera)    | Fonsi Nieto        | Suzuki Alstare                 | Suzuki GSX-R 1000 | 24   | +34.385   | 1'38.199    | 243,4    | 4     |
| 13º  | 88  | Giappone (bandiera)  | Shūhei Aoyama      | Alto Evolution Honda Superbike | Honda CBR1000RR   | 24   | +34.572   | 1'39.169    | 235,5    | 3     |
| 14º  | 23  | Giappone (bandiera)  | Ryūichi Kiyonari   | Hannspree Ten Kate Honda       | Honda CBR1000RR   | 24   | +34.902   | 1'38.153    | 240,7    | 2     |
| 15º  | 94  | Spagna (bandiera)    | David Checa        | Yamaha France Ipone GMT 94     | Yamaha YZF-R1     | 24   | +39.979   | 1'39.201    | 236,5    | 1     |
| 16º  | 194 | Francia (bandiera)   | Sébastien Gimbert  | Yamaha France Ipone GMT 94     | Yamaha YZF-R1     | 24   | +44.669   | 1'39.494    | 232,9    |       |
| 17º  | 44  | Italia (bandiera)    | Roberto Rolfo      | Hannspree Honda Althea         | Honda CBR1000RR   | 24   | +49.290   | 1'38.364    | 255,5    |       |
| 18º  | 54  | Turchia (bandiera)   | Kenan Sofuoğlu     | Hannspree Ten Kate Honda Jr.   | Honda CBR1000RR   | 24   | +59.304   | 1'39.498    | 247,3    |       |

#### Ritirati
| Nº  | Naz.                   | Pilota            | Squadra                        | Motocicletta      | Giri | Giro veloce | Velocità |
| --- | ---------------------- | ----------------- | ------------------------------ | ----------------- | ---- | ----------- | -------- |
| 86  | Italia (bandiera)      | Ayrton Badovini   | Team Pedercini                 | Kawasaki ZX-10R   | 19   | 1'39.041    | 241,2    |
| 31  | Australia (bandiera)   | Karl Muggeridge   | D.F. Racing                    | Honda CBR1000RR   | 17   | 1'38.559    | 243,4    |
| 3   | Italia (bandiera)      | Max Biaggi        | Sterilgarda Go Eleven          | Ducati 1098 RS 08 | 11   | 1'38.125    | 243,4    |
| 84  | Italia (bandiera)      | Michel Fabrizio   | Ducati Xerox                   | Ducati 1098 F08   | 11   | 1'38.228    | 241,8    |
| 100 | Giappone (bandiera)    | Makoto Tamada     | Kawasaki PSG-1 Corse           | Kawasaki ZX-10R   | 6    | 1'38.448    | 236,0    |
| 43  | Stati Uniti (bandiera) | Jason Pridmore    | Alto Evolution Honda Superbike | Honda CBR1000RR   | 6    | 1'41.419    | 229,9    |
| 13  | Italia (bandiera)      | Vittorio Iannuzzo | Team Pedercini                 | Kawasaki ZX-10R   | 3    | 1'39.932    | 234,4    |
| 55  | Francia (bandiera)     | Régis Laconi      | Kawasaki PSG-1 Corse           | Kawasaki ZX-10R   | 0    |             |          |

### Gara 2[3]

#### Arrivati al traguardo
| Pos. | Nº  | Naz.                 | Pilota             | Squadra                        | Motocicletta      | Giri | Tempo     | Giro veloce | Velocità | Punti |
| ---- | --- | -------------------- | ------------------ | ------------------------------ | ----------------- | ---- | --------- | ----------- | -------- | ----- |
| 1º   | 111 | Spagna (bandiera)    | Rubén Xaus         | Sterilgarda Go Eleven          | Ducati 1098 RS 08 | 24   | 39'19.710 | 1'37.786    | 240,2    | 25    |
| 2º   | 3   | Italia (bandiera)    | Max Biaggi         | Sterilgarda Go Eleven          | Ducati 1098 RS 08 | 24   | +1.035    | 1'37.754    | 243,4    | 20    |
| 3º   | 21  | Australia (bandiera) | Troy Bayliss       | Ducati Xerox                   | Ducati 1098 F08   | 24   | +4.158    | 1'37.661    | 242,3    | 16    |
| 4º   | 41  | Giappone (bandiera)  | Noriyuki Haga      | Yamaha Motor Italia WSB        | Yamaha YZF-R1     | 24   | +5.466    | 1'37.586    | 243,4    | 13    |
| 5º   | 11  | Australia (bandiera) | Troy Corser        | Yamaha Motor Italia WSB        | Yamaha YZF-R1     | 24   | +6.759    | 1'37.580    | 246,2    | 11    |
| 6º   | 57  | Italia (bandiera)    | Lorenzo Lanzi      | R.G. Team                      | Ducati 1098 RS 08 | 24   | +13.468   | 1'37.841    | 238,0    | 10    |
| 7º   | 76  | Germania (bandiera)  | Max Neukirchner    | Alstare Suzuki                 | Suzuki GSX-R 1000 | 24   | +15.221   | 1'38.104    | 244,0    | 9     |
| 8º   | 7   | Spagna (bandiera)    | Carlos Checa       | Hannspree Ten Kate Honda       | Honda CBR1000RR   | 24   | +16.687   | 1'38.256    | 248,4    | 8     |
| 9º   | 96  | Rep. Ceca (bandiera) | Jakub Smrž         | Guandalini Racing by Grifo's   | Ducati 1098 RS 08 | 24   | +17.030   | 1'37.988    | 244,5    | 7     |
| 10º  | 10  | Spagna (bandiera)    | Fonsi Nieto        | Suzuki Alstare                 | Suzuki GSX-R 1000 | 24   | +17.681   | 1'38.464    | 244,0    | 6     |
| 11º  | 84  | Italia (bandiera)    | Michel Fabrizio    | Ducati Xerox                   | Ducati 1098 F08   | 24   | +21.356   | 1'38.028    | 245,6    | 5     |
| 12º  | 34  | Giappone (bandiera)  | Yukio Kagayama     | Suzuki Alstare                 | Suzuki GSX-R 1000 | 24   | +28.676   | 1'38.247    | 241,8    | 4     |
| 13º  | 23  | Giappone (bandiera)  | Ryūichi Kiyonari   | Hannspree Ten Kate Honda       | Honda CBR1000RR   | 24   | +31.304   | 1'37.975    | 247,9    | 3     |
| 14º  | 36  | Spagna (bandiera)    | Gregorio Lavilla   | Ventaxia VK Honda              | Honda CBR1000RR   | 24   | +32.339   | 1'38.720    | 240,2    | 2     |
| 15º  | 38  | Giappone (bandiera)  | Shin'ichi Nakatomi | YZF Yamaha                     | Yamaha YZF-R1     | 24   | +33.716   | 1'38.602    | 244,5    | 1     |
| 16º  | 94  | Spagna (bandiera)    | David Checa        | Yamaha France Ipone GMT 94     | Yamaha YZF-R1     | 24   | +34.171   | 1'38.654    | 237,5    |       |
| 17º  | 86  | Italia (bandiera)    | Ayrton Badovini    | Team Pedercini                 | Kawasaki ZX-10R   | 24   | +40.638   | 1'38.864    | 240,2    |       |
| 18º  | 44  | Italia (bandiera)    | Roberto Rolfo      | Hannspree Honda Althea         | Honda CBR1000RR   | 24   | +41.136   | 1'39.283    | 254,9    |       |
| 19º  | 88  | Giappone (bandiera)  | Shūhei Aoyama      | Alto Evolution Honda Superbike | Honda CBR1000RR   | 24   | +49.699   | 1'39.036    | 240,2    |       |

#### Ritirati
| Nº  | Naz.                   | Pilota            | Squadra                        | Motocicletta    | Giri | Giro veloce | Velocità |
| --- | ---------------------- | ----------------- | ------------------------------ | --------------- | ---- | ----------- | -------- |
| 43  | Stati Uniti (bandiera) | Jason Pridmore    | Alto Evolution Honda Superbike | Honda CBR1000RR | 23   | 1'40.210    | 228,0    |
| 194 | Francia (bandiera)     | Sébastien Gimbert | Yamaha France Ipone GMT 94     | Yamaha YZF-R1   | 14   | 1'39.072    | 231,4    |
| 13  | Italia (bandiera)      | Vittorio Iannuzzo | Team Pedercini                 | Kawasaki ZX-10R | 8    | 1'39.978    | 229,0    |
| 55  | Francia (bandiera)     | Régis Laconi      | Kawasaki PSG-1 Corse           | Kawasaki ZX-10R | 5    | 1'38.589    | 240,7    |
| 100 | Giappone (bandiera)    | Makoto Tamada     | Kawasaki PSG-1 Corse           | Kawasaki ZX-10R | 2    | 1'39.620    | 234,9    |
| 31  | Australia (bandiera)   | Karl Muggeridge   | D.F. Racing                    | Honda CBR1000RR | 2    | 1'39.774    | 238,0    |
| 54  | Turchia (bandiera)     | Kenan Sofuoğlu    | Hannspree Ten Kate Honda Jr.   | Honda CBR1000RR | 0    |             |          |

## Supersport
Le classifiche del Campionato mondiale Supersport sono le seguenti:

### Qualifiche[4]
| Pos. | Nº  | Naz.                   | Pilota               | Squadra                           | Motocicletta    | Sess. 1  | Sess. 2  | Tempo    | Gap   | Avg     | Giri |
| ---- | --- | ---------------------- | -------------------- | --------------------------------- | --------------- | -------- | -------- | -------- | ----- | ------- | ---- |
| 1º   | 23  | Australia (bandiera)   | Broc Parkes          | Yamaha World Supersport           | Yamaha YZF-R6   | 1'40.132 | 1'39.398 | 1'39.398 |       | 153,057 | 37   |
| 2º   | 88  | Australia (bandiera)   | Andrew Pitt          | Hannspree Ten Kate Honda          | Honda CBR600RR  | 1'40.387 | 1'39.840 | 1'39.840 | 0.442 | 152,380 | 41   |
| 3º   | 99  | Francia (bandiera)     | Fabien Foret         | Yamaha World Supersport           | Yamaha YZF-R6   | 1'40.559 | 1'40.011 | 1'40.011 | 0.613 | 152,119 | 35   |
| 4º   | 18  | Regno Unito (bandiera) | Craig Jones          | Parkalgar Racing                  | Honda CBR600RR  | 1'40.922 | 1'40.052 | 1'40.052 | 0.654 | 152,057 | 40   |
| 5º   | 25  | Australia (bandiera)   | Joshua Brookes       | Hannspree Stiggy Motorsport Honda | Honda CBR600RR  | 1'40.770 | 1'40.145 | 1'40.145 | 0.747 | 151,916 | 41   |
| 6º   | 65  | Regno Unito (bandiera) | Jonathan Rea         | Hannspree Ten Kate Honda          | Honda CBR600RR  | 1'40.690 | 1'40.151 | 1'40.151 | 0.753 | 151,907 | 43   |
| 7º   | 11  | Australia (bandiera)   | Russell Holland      | Hannspree Honda Althea            | Honda CBR600RR  | 1'41.605 | 1'40.257 | 1'40.257 | 0.859 | 151,746 | 37   |
| 8º   | 8   | Australia (bandiera)   | Mark Aitchison       | Triumph Italia BE1 Racing         | Triumph 675     | 1'40.708 | 1'40.282 | 1'40.282 | 0.884 | 151,708 | 41   |
| 9º   | 77  | Paesi Bassi (bandiera) | Barry Veneman        | RES Software Hoegee Suzuki        | Suzuki GSX-R600 | 1'40.857 | 1'40.443 | 1'40.443 | 1.045 | 151,465 | 38   |
| 10º  | 26  | Spagna (bandiera)      | Joan Lascorz         | Glaner Motocard.com               | Honda CBR600RR  | 1'40.850 | 1'40.470 | 1'40.470 | 1.072 | 151,424 | 39   |
| 11º  | 14  | Francia (bandiera)     | Matthieu Lagrive     | Intermoto Czech                   | Honda CBR600RR  | 1'40.718 | 1'40.526 | 1'40.526 | 1.128 | 151,340 | 36   |
| 12º  | 31  | Finlandia (bandiera)   | Vesa Kallio          | Benjan Racing                     | Honda CBR600RR  | 1'41.214 | 1'40.575 | 1'40.575 | 1.177 | 151,266 | 42   |
| 13º  | 55  | Italia (bandiera)      | Massimo Roccoli      | Yamaha Lorenzini By Leoni         | Yamaha YZF-R6   | 1'41.473 | 1'40.681 | 1'40.681 | 1.283 | 151,107 | 29   |
| 14º  | 127 | Danimarca (bandiera)   | Robbin Harms         | Hannspree Stiggy Motorsport Honda | Honda CBR600RR  | 1'41.263 | 1'40.765 | 1'40.765 | 1.367 | 150,981 | 40   |
| 15º  | 125 | Italia (bandiera)      | Danilo Marrancone    | WCR Bike Service                  | Yamaha YZF-R6   | 1'41.224 | 1'40.785 | 1'40.785 | 1.387 | 150,951 | 40   |
| 16º  | 105 | Italia (bandiera)      | Gianluca Vizziello   | Berry Racing                      | Honda CBR600RR  | 1'41.439 | 1'40.818 | 1'40.818 | 1.420 | 150,902 | 38   |
| 17º  | 44  | Spagna (bandiera)      | David Salom          | Yamaha Spain                      | Yamaha YZF-R6   | 1'41.089 | 1'41.274 | 1'41.089 | 1.691 | 150,497 | 32   |
| 18º  | 47  | Italia (bandiera)      | Ivan Clementi        | Triumph Italia BE1 Racing         | Triumph 675     | 1'41.958 | 1'41.147 | 1'41.147 | 1.749 | 150,411 | 36   |
| 19º  | 24  | Australia (bandiera)   | Garry McCoy          | Triumph - SC                      | Triumph 675     | 1'41.477 | 1'41.365 | 1'41.365 | 1.967 | 150,087 | 42   |
| 20º  | 83  | Belgio (bandiera)      | Didier Van Keymeulen | RES Software Hoegee Suzuki        | Suzuki GSX-R600 | 1'42.000 | 1'41.465 | 1'41.465 | 2.067 | 149,939 | 39   |
| 21º  | 113 | Italia (bandiera)      | Roberto Lunadei      | 44 Racing                         | Honda CBR600RR  | 1'41.548 | 1'41.720 | 1'41.548 | 2.150 | 149,817 | 43   |
| 22º  | 80  | Italia (bandiera)      | Alessandro Brannetti | WCR Bike Service                  | Yamaha YZF-R6   | 1'41.965 | 1'41.551 | 1'41.551 | 2.153 | 149,812 | 39   |
| 23º  | 69  | Italia (bandiera)      | Gianluca Nannelli    | Hannspree Honda Althea            | Honda CBR600RR  | 1'41.571 | 1'41.611 | 1'41.571 | 2.173 | 149,783 | 35   |
| 24º  | 9   | Regno Unito (bandiera) | Chris Walker         | Kawasaki Gil Motor Sport          | Kawasaki ZX-6R  | 1'42.684 | 1'41.581 | 1'41.581 | 2.183 | 149,768 | 37   |
| 25º  | 38  | Francia (bandiera)     | Grégory Leblanc      | CRS Grand Prix                    | Honda CBR600RR  | 1'42.100 | 1'41.587 | 1'41.587 | 2.189 | 149,759 | 35   |
| 26º  | 28  | Italia (bandiera)      | Ruggero Scambia      | Triumph - SC                      | Triumph 675     | 1'43.130 | 1'41.640 | 1'41.640 | 2.242 | 149,681 | 36   |
| 27º  | 199 | Italia (bandiera)      | Danilo Dell'Omo      | HP Racing                         | Honda CBR600RR  | 1'41.744 | 1'41.978 | 1'41.744 | 2.346 | 149,528 | 42   |
| 28º  | 111 | Germania (bandiera)    | Arne Tode            | Team PMS                          | Honda CBR600RR  | 1'42.626 | 1'41.763 | 1'41.763 | 2.365 | 149,500 | 38   |
| 29º  | 17  | Portogallo (bandiera)  | Miguel Praia         | Parkalgar Racing                  | Honda CBR600RR  | 1'42.115 | 1'41.822 | 1'41.822 | 2.424 | 149,414 | 36   |
| 30º  | 4   | Italia (bandiera)      | Lorenzo Alfonsi      | CRS Grand Prix                    | Honda CBR600RR  | 1'42.287 | 1'41.995 | 1'41.995 | 2.597 | 149,160 | 42   |
| 31º  | 37  | San Marino (bandiera)  | William De Angelis   | Intermoto Czech                   | Honda CBR600RR  | 1'43.260 | 1'42.116 | 1'42.116 | 2.718 | 148,984 | 32   |
| 32º  | 21  | Giappone (bandiera)    | Katsuaki Fujiwara    | Kawasaki Gil Motor Sport          | Kawasaki ZX-6R  | 1'42.739 | 1'42.133 | 1'42.133 | 2.735 | 148,959 | 28   |
| 33º  | 81  | Regno Unito (bandiera) | Graeme Gowland       | Berry Racing                      | Honda CBR600RR  | 1'43.121 | 1'42.162 | 1'42.162 | 2.764 | 148,916 | 42   |
| 34º  | 30  | Germania (bandiera)    | Jesco Günther        | Benjan Racing                     | Honda CBR600RR  | 1'42.447 | 1'42.676 | 1'42.447 | 3.049 | 148,502 | 34   |
| 35º  | 51  | Spagna (bandiera)      | Santiago Barragán    | Glaner Motocard.com               | Honda CBR600RR  | 1'43.455 | 1'42.693 | 1'42.693 | 3.295 | 148,146 | 44   |
| 36º  | 34  | Ungheria (bandiera)    | Balázs Németh        | Factory Racing                    | Honda CBR600RR  | 1'43.214 | 1'42.950 | 1'42.950 | 3.552 | 147,777 | 44   |
| 37º  | 12  | Spagna (bandiera)      | Javier Hidalgo       | Yamaha Spain                      | Yamaha YZF-R6   | 1'43.906 | 1'43.264 | 1'43.264 | 3.866 | 147,327 | 37   |
| 38º  | 72  | Ungheria (bandiera)    | Attila Magda         | Factory Racing                    | Honda CBR600RR  | 1'45.229 | 1'43.318 | 1'43.318 | 3.920 | 147,250 | 40   |

### Gara[5]

#### Arrivati al traguardo
| Pos. | Nº  | Naz.                   | Pilota               | Squadra                           | Motocicletta    | Giri | Tempo     | Giro veloce | Velocità | Punti |
| ---- | --- | ---------------------- | -------------------- | --------------------------------- | --------------- | ---- | --------- | ----------- | -------- | ----- |
| 1º   | 88  | Australia (bandiera)   | Andrew Pitt          | Hannspree Ten Kate Honda          | Honda CBR600RR  | 22   | 37'08.387 | 1'40.209    | 234,9    | 25    |
| 2º   | 18  | Regno Unito (bandiera) | Craig Jones          | Parkalgar Racing                  | Honda CBR600RR  | 22   | +5.347    | 1'40.345    | 244,5    | 20    |
| 3º   | 65  | Regno Unito (bandiera) | Jonathan Rea         | Hannspree Ten Kate Honda          | Honda CBR600RR  | 22   | +9.183    | 1'41.034    | 231,4    | 16    |
| 4º   | 99  | Francia (bandiera)     | Fabien Foret         | Yamaha World Supersport           | Yamaha YZF-R6   | 22   | +13.784   | 1'41.056    | 244,0    | 13    |
| 5º   | 127 | Danimarca (bandiera)   | Robbin Harms         | Hannspree Stiggy Motorsport Honda | Honda CBR600RR  | 22   | +15.863   | 1'41.020    | 237,0    | 11    |
| 6º   | 8   | Australia (bandiera)   | Mark Aitchison       | Triumph Italia BE1 Racing         | Triumph 675     | 22   | +15.967   | 1'41.060    | 239,6    | 10    |
| 7º   | 55  | Italia (bandiera)      | Massimo Roccoli      | Yamaha Lorenzini By Leoni         | Yamaha YZF-R6   | 22   | +21.689   | 1'41.192    | 232,4    | 9     |
| 8º   | 77  | Paesi Bassi (bandiera) | Barry Veneman        | RES Software Hoegee Suzuki        | Suzuki GSX-R600 | 22   | +24.070   | 1'41.489    | 236,0    | 8     |
| 9º   | 47  | Italia (bandiera)      | Ivan Clementi        | Triumph Italia BE1 Racing         | Triumph 675     | 22   | +26.075   | 1'41.390    | 237,5    | 7     |
| 10º  | 23  | Australia (bandiera)   | Broc Parkes          | Yamaha World Supersport           | Yamaha YZF-R6   | 22   | +30.387   | 1'40.187    | 238,0    | 6     |
| 11º  | 105 | Italia (bandiera)      | Gianluca Vizziello   | Berry Racing                      | Honda CBR600RR  | 22   | +32.578   | 1'41.757    | 234,9    | 5     |
| 12º  | 9   | Regno Unito (bandiera) | Chris Walker         | Kawasaki Gil Motor Sport          | Kawasaki ZX-6R  | 22   | +34.648   | 1'41.875    | 231,9    | 4     |
| 13º  | 69  | Italia (bandiera)      | Gianluca Nannelli    | Hannspree Honda Althea            | Honda CBR600RR  | 22   | +36.040   | 1'41.838    | 240,7    | 3     |
| 14º  | 25  | Australia (bandiera)   | Joshua Brookes       | Hannspree Stiggy Motorsport Honda | Honda CBR600RR  | 22   | +37.896   | 1'41.317    | 240,2    | 2     |
| 15º  | 125 | Italia (bandiera)      | Danilo Marrancone    | WCR Bike Service                  | Yamaha YZF-R6   | 22   | +40.167   | 1'41.426    | 233,9    | 1     |
| 16º  | 113 | Italia (bandiera)      | Roberto Lunadei      | 44 Racing                         | Honda CBR600RR  | 22   | +40.841   | 1'41.928    | 236,0    |       |
| 17º  | 37  | San Marino (bandiera)  | William De Angelis   | Intermoto Czech                   | Honda CBR600RR  | 22   | +40.960   | 1'42.097    | 236,5    |       |
| 18º  | 83  | Belgio (bandiera)      | Didier Van Keymeulen | RES Software Hoegee Suzuki        | Suzuki GSX-R600 | 22   | +43.302   | 1'42.250    | 232,4    |       |
| 19º  | 30  | Germania (bandiera)    | Jesco Günther        | Benjan Racing                     | Honda CBR600RR  | 22   | +45.275   | 1'42.487    | 232,9    |       |
| 20º  | 199 | Italia (bandiera)      | Danilo Dell'Omo      | HP Racing                         | Honda CBR600RR  | 22   | +47.944   | 1'42.374    | 234,4    |       |
| 21º  | 4   | Italia (bandiera)      | Lorenzo Alfonsi      | CRS Grand Prix                    | Honda CBR600RR  | 22   | +49.173   | 1'42.310    | 233,4    |       |
| 22º  | 38  | Francia (bandiera)     | Grégory Leblanc      | CRS Grand Prix                    | Honda CBR600RR  | 22   | +49.431   | 1'42.364    | 233,4    |       |
| 23º  | 80  | Italia (bandiera)      | Alessandro Brannetti | WCR Bike Service                  | Yamaha YZF-R6   | 22   | +51.984   | 1'42.015    | 229,9    |       |
| 24º  | 81  | Regno Unito (bandiera) | Graeme Gowland       | Berry Racing                      | Honda CBR600RR  | 22   | +52.547   | 1'42.742    | 239,6    |       |
| 25º  | 12  | Spagna (bandiera)      | Javier Hidalgo       | Yamaha Spain                      | Yamaha YZF-R6   | 22   | +1'06.850 | 1'42.789    | 228,5    |       |
| 26º  | 34  | Ungheria (bandiera)    | Balázs Németh        | Factory Racing                    | Honda CBR600RR  | 22   | +1'10.227 | 1'43.319    | 231,4    |       |
| 27º  | 51  | Spagna (bandiera)      | Santiago Barragán    | Glaner Motocard.com               | Honda CBR600RR  | 22   | +1'13.881 | 1'43.181    | 235,5    |       |
| 28º  | 72  | Ungheria (bandiera)    | Attila Magda         | Factory Racing                    | Honda CBR600RR  | 22   | +1'29.572 | 1'44.126    | 226,1    |       |

#### Ritirati
| Nº  | Naz.                  | Pilota            | Squadra                  | Motocicletta   | Giri | Giro veloce | Velocità |
| --- | --------------------- | ----------------- | ------------------------ | -------------- | ---- | ----------- | -------- |
| 28  | Italia (bandiera)     | Ruggero Scambia   | Triumph - SC             | Triumph 675    | 21   | 1'42.840    | 230,9    |
| 31  | Finlandia (bandiera)  | Vesa Kallio       | Benjan Racing            | Honda CBR600RR | 13   | 1'41.743    | 238,6    |
| 17  | Portogallo (bandiera) | Miguel Praia      | Parkalgar Racing         | Honda CBR600RR | 11   | 1'42.592    | 235,5    |
| 24  | Australia (bandiera)  | Garry McCoy       | Triumph - SC             | Triumph 675    | 10   | 1'41.529    | 242,3    |
| 21  | Giappone (bandiera)   | Katsuaki Fujiwara | Kawasaki Gil Motor Sport | Kawasaki ZX-6R | 9    | 1'42.589    | 231,4    |
| 26  | Spagna (bandiera)     | Joan Lascorz      | Glaner Motocard.com      | Honda CBR600RR | 6    | 1'41.046    | 231,4    |
| 44  | Spagna (bandiera)     | David Salom       | Yamaha Spain             | Yamaha YZF-R6  | 2    | 1'42.802    | 230,9    |
| 14  | Francia (bandiera)    | Matthieu Lagrive  | Intermoto Czech          | Honda CBR600RR | 2    | 1'42.554    | 237,5    |
| 111 | Germania (bandiera)   | Arne Tode         | Team PMS                 | Honda CBR600RR | 2    | 1'43.693    | 228,0    |
| 11  | Australia (bandiera)  | Russell Holland   | Hannspree Honda Althea   | Honda CBR600RR | 1    |             | 225,2    |

## Superstock

### Qualifiche[6]
| Pos. | Nº  | Naz.                   | Pilota             | Squadra                      | Motocicletta        | Sess. 1  | Sess. 2  | Tempo    | Gap   | Avg     | Giri |
| ---- | --- | ---------------------- | ------------------ | ---------------------------- | ------------------- | -------- | -------- | -------- | ----- | ------- | ---- |
| 1º   | 51  | Italia (bandiera)      | Michele Pirro      | Yamaha Lorenzini By Leoni    | Yamaha YZF-R1       | 1'40.923 | 1'40.044 | 1'40.044 |       | 152,069 | 24   |
| 2º   | 34  | Italia (bandiera)      | Davide Giugliano   | Cruciani Moto Suzuki Italia  | Suzuki GSX-R1000 K8 | 1'40.465 | 1'40.173 | 1'40.173 | 0.129 | 151,873 | 22   |
| 3º   | 21  | Francia (bandiera)     | Maxime Berger      | Hannspree IDS Ten Kate Honda | Honda CBR1000RR     | 1'41.250 | 1'40.361 | 1'40.361 | 0.317 | 151,589 | 24   |
| 4º   | 155 | Australia (bandiera)   | Brendan Roberts    | Ducati Xerox Junior          | Ducati 1098R        | 1'40.443 | 1'40.458 | 1'40.443 | 0.399 | 151,465 | 24   |
| 5º   | 111 | Italia (bandiera)      | Fabrizio Perotti   | Cruciani Moto Suzuki Italia  | Suzuki GSX-R1000 K8 | 1'40.853 | 1'40.484 | 1'40.484 | 0.440 | 151,403 | 26   |
| 6º   | 8   | Italia (bandiera)      | Andrea Antonelli   | Althea Racing AX 52          | Honda CBR1000RR     | 1'40.937 | 1'40.528 | 1'40.528 | 0.484 | 151,337 | 27   |
| 7º   | 53  | Italia (bandiera)      | Alessandro Polita  | Sterilgarda Go Eleven        | Ducati 1098R        | 1'40.615 | 1'41.499 | 1'40.615 | 0.571 | 151,206 | 27   |
| 8º   | 96  | Rep. Ceca (bandiera)   | Matěj Smrž         | MS Racing                    | Honda CBR1000RR     | 1'42.075 | 1'40.679 | 1'40.679 | 0.635 | 151,110 | 32   |
| 9º   | 23  | Australia (bandiera)   | Chris Seaton       | Celani Team Suzuki Italia    | Suzuki GSX-R1000 K8 | 1'41.715 | 1'40.772 | 1'40.772 | 0.728 | 150,971 | 29   |
| 10º  | 71  | Italia (bandiera)      | Claudio Corti      | Yamaha Motor Italia Jun.Team | Yamaha YZF-R1       | 1'41.121 | 1'40.814 | 1'40.814 | 0.770 | 150,908 | 30   |
| 11º  | 89  | Italia (bandiera)      | Domenico Colucci   | Ducati Xerox Junior          | Ducati 1098R        | 1'41.536 | 1'40.885 | 1'40.885 | 0.841 | 150,801 | 27   |
| 12º  | 19  | Belgio (bandiera)      | Xavier Siméon      | Alstare Suzuki               | Suzuki GSX-R1000    | 1'40.927 | 1'41.046 | 1'40.927 | 0.883 | 150,739 | 28   |
| 13º  | 119 | Italia (bandiera)      | Michele Magnoni    | Yamaha Lorenzini By Leoni    | Yamaha YZF-R1       | 1'41.544 | 1'40.977 | 1'40.977 | 0.933 | 150,664 | 26   |
| 14º  | 45  | Italia (bandiera)      | Luca Verdini       | RCGM Team                    | Yamaha YZF-R1       | 1'41.879 | 1'41.073 | 1'41.073 | 1.029 | 150,521 | 29   |
| 15º  | 16  | Paesi Bassi (bandiera) | Raymond Schouten   | Vd Heyden Motors Yamaha      | Yamaha YZF-R1       | 1'41.633 | 1'41.088 | 1'41.088 | 1.044 | 150,499 | 28   |
| 16º  | 88  | Francia (bandiera)     | Kenny Foray        | Zone Rouge                   | Yamaha YZF-R1       | 1'41.908 | 1'41.163 | 1'41.163 | 1.119 | 150,387 | 33   |
| 17º  | 78  | Francia (bandiera)     | Freddy Foray       | Coutelle Junior Team Suzuki  | Suzuki GSX-R1000 K8 | 1'41.730 | 1'41.211 | 1'41.211 | 1.167 | 150,316 | 31   |
| 18º  | 15  | Italia (bandiera)      | Matteo Baiocco     | O Six Kawasaki Supported     | Kawasaki ZX-10R     | 1'41.413 | 1'41.435 | 1'41.413 | 1.369 | 150,016 | 31   |
| 19º  | 12  | Italia (bandiera)      | Alessio Aldrovandi | Team Pedercini               | Kawasaki ZX-10R     | 1'41.819 | 1'41.504 | 1'41.504 | 1.460 | 149,882 | 27   |
| 20º  | 14  | Svezia (bandiera)      | Filip Backlund     | MTM Racing                   | Suzuki GSX-R1000 K8 | 1'42.303 | 1'41.536 | 1'41.536 | 1.492 | 149,835 | 32   |
| 21º  | 20  | Francia (bandiera)     | Sylvain Barrier    | YZF Yamaha Junior            | Yamaha YZF-R1       | 1'41.712 | 1'41.564 | 1'41.564 | 1.520 | 149,793 | 34   |
| 22º  | 132 | Francia (bandiera)     | Yoann Tiberio      | Team Pedercini               | Kawasaki ZX-10R     | 1'42.159 | 1'41.613 | 1'41.613 | 1.569 | 149,721 | 27   |
| 23º  | 77  | Regno Unito (bandiera) | Barry Liam Burrell | MS Racing                    | Honda CBR1000RR     | 1'41.903 | 1'41.616 | 1'41.616 | 1.572 | 149,717 | 30   |
| 24º  | 87  | Australia (bandiera)   | Gareth Jones       | MIST Suzuki Racing           | Suzuki GSX-R1000 K8 | 1'42.333 | 1'41.727 | 1'41.727 | 1.683 | 149,553 | 25   |
| 25º  | 117 | Italia (bandiera)      | Denis Sacchetti    | Guandalini Racing by Grifo's | Ducati 1098R        | 1'42.281 | 1'41.879 | 1'41.879 | 1.835 | 149,330 | 28   |
| 26º  | 5   | Paesi Bassi (bandiera) | Danny De Boer      | MQP Racing                   | Suzuki GSX-R1000 K8 | 1'43.364 | 1'41.969 | 1'41.969 | 1.925 | 149,198 | 30   |
| 27º  | 996 | Italia (bandiera)      | Jonathan Gallina   | Orelac Racing by Galvin      | Kawasaki ZX-10R     | 1'42.648 | 1'42.085 | 1'42.085 | 2.041 | 149,029 | 26   |
| 28º  | 7   | Austria (bandiera)     | René Mähr          | KTM Maehr Superstock         | KTM 1190 RC8        | 1'44.111 | 1'42.221 | 1'42.221 | 2.177 | 148,830 | 28   |
| 29º  | 30  | Svizzera (bandiera)    | Michaël Savary     | Coutelle Junior Team Suzuki  | Suzuki GSX-R1000 K8 | 1'42.542 | 1'43.087 | 1'42.542 | 2.498 | 148,365 | 29   |
| 30º  | 154 | Italia (bandiera)      | Tommaso Lorenzetti | Celani Team Suzuki Italia    | Suzuki GSX-R1000 K8 | 1'42.633 | 1'52.575 | 1'42.633 | 2.589 | 148,233 | 18   |
| 31º  | 99  | Paesi Bassi (bandiera) | Roy Ten Napel      | MQP Racing                   | Suzuki GSX-R1000 K8 | 1'44.348 | 1'42.640 | 1'42.640 | 2.596 | 148,223 | 26   |
| 32º  | 90  | Rep. Ceca (bandiera)   | Michal Drobný      | Intermoto Czech              | Honda CBR1000RR     | 1'43.568 | 1'42.655 | 1'42.655 | 2.611 | 148,201 | 27   |
| 33º  | 57  | Australia (bandiera)   | Cameron Stronach   | O SIX Kawasaki Supported     | Kawasaki ZX-10R     | 1'43.338 | 1'42.777 | 1'42.777 | 2.733 | 148,025 | 27   |
| 34º  | 18  | Regno Unito (bandiera) | Matt Bond          | MIST Suzuki Racing           | Suzuki GSX-R1000 K8 | 1'43.967 | 1'42.829 | 1'42.829 | 2.785 | 147,950 | 29   |
| 35º  | 24  | Slovenia (bandiera)    | Marko Jerman       | MD Team Jerman               | Honda CBR1000RR     | 1'43.660 | 1'42.939 | 1'42.939 | 2.895 | 147,792 | 28   |
| 36º  | 41  | Svizzera (bandiera)    | Gregory Junod      | PCP Peko Racing              | Yamaha YZF-R1       | 1'44.141 |          | 1'44.141 | 4.097 | 146,087 | 19   |
| 37º  | 66  | Paesi Bassi (bandiera) | Branko Srdanov     | Zone Rouge                   | Yamaha YZF-R1       | 1'44.824 | 1'44.174 | 1'44.174 | 4.130 | 146,040 | 32   |
| 38º  | 32  | Italia (bandiera)      | Lorenzo Baroni     | VB Squadra Corse             | KTM 1190 RC8        | 1'44.389 | 1'44.410 | 1'44.389 | 4.345 | 145,739 | 26   |
| 39º  | 92  | Slovenia (bandiera)    | Jure Stibilj       | MD Team Jerman               | Honda CBR1000RR     | 1'46.602 | 1'45.057 | 1'45.057 | 5.013 | 144,813 | 32   |
| 40º  | 58  | Italia (bandiera)      | Robert Gianfardoni | R.G. Team                    | Ducati 1098R        | 1'46.805 | 1'47.243 | 1'46.805 | 6.761 | 142,443 | 25   |

### Gara[7]

#### Arrivati al traguardo
| Pos. | Nº  | Naz.                   | Pilota             | Squadra                      | Motocicletta        | Giri | Tempo     | Giro veloce | Velocità | Punti |
| ---- | --- | ---------------------- | ------------------ | ---------------------------- | ------------------- | ---- | --------- | ----------- | -------- | ----- |
| 1º   | 53  | Italia (bandiera)      | Alessandro Polita  | Sterilgarda Go Eleven        | Ducati 1098R        | 14   | 23'37.092 | 1'39.806    | 245,1    | 25    |
| 2º   | 51  | Italia (bandiera)      | Michele Pirro      | Yamaha Lorenzini by Leoni    | Yamaha YZF-R1       | 14   | +1.471    | 1'40.299    | 235,5    | 20    |
| 3º   | 21  | Francia (bandiera)     | Maxime Berger      | Hannspree IDS Ten Kate Honda | Honda CBR1000RR     | 14   | +2.382    | 1'40.202    | 245,1    | 16    |
| 4º   | 155 | Australia (bandiera)   | Brendan Roberts    | Ducati Xerox Junior          | Ducati 1098R        | 14   | +5.234    | 1'40.589    | 234,4    | 13    |
| 5º   | 19  | Belgio (bandiera)      | Xavier Siméon      | Alstare Suzuki               | Suzuki GSX-R1000    | 14   | +6.999    | 1'40.605    | 239,6    | 11    |
| 6º   | 8   | Italia (bandiera)      | Andrea Antonelli   | Althea Racing AX 52          | Honda CBR1000RR     | 14   | +7.826    | 1'40.704    | 237,5    | 10    |
| 7º   | 89  | Italia (bandiera)      | Domenico Colucci   | Ducati Xerox Junior          | Ducati 1098R        | 14   | +11.349   | 1'41.031    | 234,9    | 9     |
| 8º   | 78  | Francia (bandiera)     | Freddy Foray       | Coutelle Junior Team Suzuki  | Suzuki GSX-R1000 K8 | 14   | +13.493   | 1'41.012    | 237,0    | 8     |
| 9º   | 23  | Australia (bandiera)   | Chris Seaton       | Celani Team Suzuki Italia    | Suzuki GSX-R1000 K8 | 14   | +14.110   | 1'41.260    | 242,9    | 7     |
| 10º  | 88  | Francia (bandiera)     | Kenny Foray        | Zone Rouge                   | Yamaha YZF-R1       | 14   | +15.238   | 1'40.848    | 234,9    | 6     |
| 11º  | 45  | Italia (bandiera)      | Luca Verdini       | RCGM Team                    | Yamaha YZF-R1       | 14   | +17.081   | 1'41.584    | 239,6    | 5     |
| 12º  | 71  | Italia (bandiera)      | Claudio Corti      | Yamaha Motor Italia Jun.Team | Yamaha YZF-R1       | 14   | +17.546   | 1'41.004    | 234,4    | 4     |
| 13º  | 77  | Regno Unito (bandiera) | Barry Liam Burrell | MS Racing                    | Honda CBR1000RR     | 14   | +18.799   | 1'41.290    | 230,9    | 3     |
| 14º  | 20  | Francia (bandiera)     | Sylvain Barrier    | YZF Yamaha Junior            | Yamaha YZF-R1       | 14   | +23.705   | 1'41.246    | 234,4    | 2     |
| 15º  | 15  | Italia (bandiera)      | Matteo Baiocco     | O Six Kawasaki Supported     | Kawasaki ZX-10R     | 14   | +23.818   | 1'41.892    | 229,9    | 1     |
| 16º  | 87  | Australia (bandiera)   | Gareth Jones       | MIST Suzuki Racing           | Suzuki GSX-R1000 K8 | 14   | +25.024   | 1'41.536    | 231,4    |       |
| 17º  | 132 | Francia (bandiera)     | Yoann Tiberio      | Team Pedercini               | Kawasaki ZX-10R     | 14   | +29.595   | 1'41.304    | 236,0    |       |
| 18º  | 16  | Paesi Bassi (bandiera) | Raymond Schouten   | Vd Heyden Motors Yamaha      | Yamaha YZF-R1       | 14   | +30.075   | 1'41.557    | 234,4    |       |
| 19º  | 12  | Italia (bandiera)      | Alessio Aldrovandi | Team Pedercini               | Kawasaki ZX-10R     | 14   | +31.504   | 1'42.158    | 235,5    |       |
| 20º  | 34  | Italia (bandiera)      | Davide Giugliano   | Cruciani Moto Suzuki Italia  | Suzuki GSX-R1000 K8 | 14   | +38.389   | 1'40.199    | 239,1    |       |
| 21º  | 117 | Italia (bandiera)      | Denis Sacchetti    | Guandalini Racing by Grifo's | Ducati 1098R        | 14   | +38.575   | 1'42.913    | 237,5    |       |
| 22º  | 14  | Svezia (bandiera)      | Filip Backlund     | MTM Racing                   | Suzuki GSX-R1000 K8 | 14   | +39.211   | 1'42.443    | 234,4    |       |
| 23º  | 5   | Paesi Bassi (bandiera) | Danny De Boer      | MQP Racing                   | Suzuki GSX-R1000 K8 | 14   | +40.034   | 1'42.983    | 233,9    |       |
| 24º  | 18  | Regno Unito (bandiera) | Matt Bond          | MIST Suzuki Racing           | Suzuki GSX-R1000 K8 | 14   | +49.273   | 1'43.259    | 221,0    |       |
| 25º  | 7   | Austria (bandiera)     | René Mähr          | KTM Mähr Superstock          | KTM 1190 RC8        | 14   | +49.442   | 1'43.410    | 235,5    |       |
| 26º  | 99  | Paesi Bassi (bandiera) | Roy Ten Napel      | MQP Racing                   | Suzuki GSX-R1000 K8 | 14   | +50.200   | 1'43.249    | 235,5    |       |
| 27º  | 24  | Slovenia (bandiera)    | Marko Jerman       | MD Team Jerman               | Honda CBR1000RR     | 14   | +51.785   | 1'42.924    | 224,2    |       |
| 28º  | 66  | Paesi Bassi (bandiera) | Branko Srdanov     | Zone Rouge                   | Yamaha YZF-R1       | 14   | +52.191   | 1'43.412    | 229,9    |       |
| 29º  | 90  | Rep. Ceca (bandiera)   | Michal Drobný      | Intermoto Czech              | Honda CBR1000RR     | 14   | +59.213   | 1'42.948    | 229,0    |       |
| 30º  | 92  | Slovenia (bandiera)    | Jure Stibilj       | MD Team Jerman               | Honda CBR1000RR     | 14   | +1'12.140 | 1'43.513    | 226,1    |       |
| 31º  | 32  | Italia (bandiera)      | Lorenzo Baroni     | VB Squadra Corse             | KTM 1190 RC8        | 14   | +1'18.718 | 1'44.419    | 219,2    |       |

#### Ritirati
| Nº  | Naz.                 | Pilota             | Squadra                     | Motocicletta        | Giri | Giro veloce | Velocità |
| --- | -------------------- | ------------------ | --------------------------- | ------------------- | ---- | ----------- | -------- |
| 119 | Italia (bandiera)    | Michele Magnoni    | Yamaha Lorenzini by Leoni   | Yamaha YZF-R1       | 11   | 1'40.800    | 245,1    |
| 111 | Italia (bandiera)    | Fabrizio Perotti   | Cruciani Moto Suzuki Italia | Suzuki GSX-R1000 K8 | 10   | 1'40.993    | 235,5    |
| 57  | Australia (bandiera) | Cameron Stronach   | O Six Kawasaki Supported    | Kawasaki ZX-10R     | 8    | 1'45.088    | 229,0    |
| 58  | Italia (bandiera)    | Robert Gianfardoni | R.G. Team                   | Ducati 1098R        | 6    | 1'46.468    | 222,4    |
| 30  | Svizzera (bandiera)  | Michaël Savary     | Coutelle Junior Team Suzuki | Suzuki GSX-R1000 K8 | 4    | 1'43.824    | 217,4    |
| 96  | Rep. Ceca (bandiera) | Matěj Smrž         | MS Racing                   | Honda CBR1000RR     | 1    |             | 225,6    |
| 154 | Italia (bandiera)    | Tommaso Lorenzetti | Celani Team Suzuki Italia   | Suzuki GSX-R1000 K8 | 1    |             | 226,1    |

#### Non partito
| Nº  | Naz.              | Pilota           | Squadra                 | Motocicletta    |
| --- | ----------------- | ---------------- | ----------------------- | --------------- |
| 996 | Italia (bandiera) | Jonathan Gallina | Orelac Racing by Galvin | Kawasaki ZX-10R |